# چرنوبیل

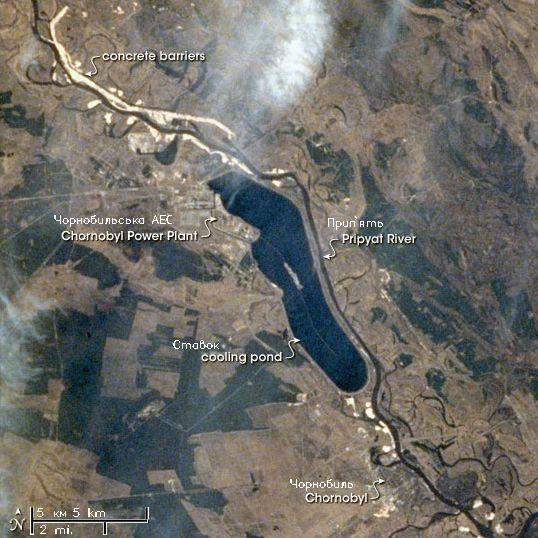
چرنوبیل که از ایستگاه فضایی میر در سال ۱۹۹۷ گرفته‌شد..

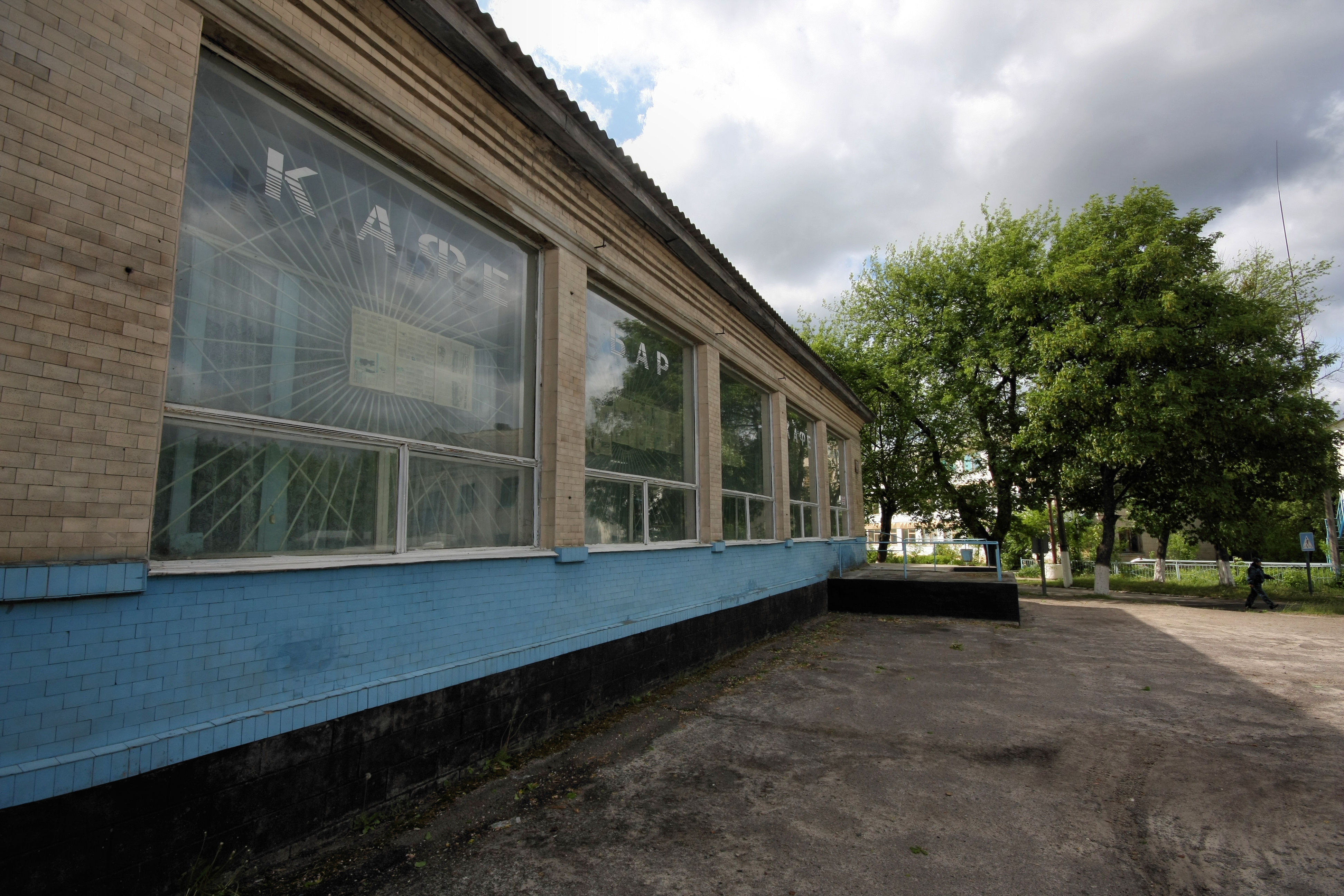
یک فروشگاه در چرنوبیل روی آن نوشته شده‌است: «کافه-بار»

چُرنوبیل (به اوکراینی: Чорнобиль)(تلفظ tʃɔrˈnɔbɪlʲ)، یا معروفتر به چِرنوبیل (به روسی: Чернобыль) (تلفظ tɕɪˈrnobɨlʲ)، شهری است در اوکراین که در استان کی‌یف و در نزدیکی مرز بلاروس قرار دارد.
این شهر به علت حادثه چرنوبیل در ۱۹۸۶ که در نیروگاه هسته‌ای چرنوبیل که در ۱۴٫۵ کیلومتری این شهر قرار داشت خالی از سکنه شد. چرنوبیل در حدود ۹۰ کیلومتری شمال کی‌یف، و ۱۶۰ کیلومتری جنوب غربی شهر گومل در بلاروس است. این شهر پیش از تخلیه حدود ۱۴۰۰۰ نفر سکنه داشت در حالی که امروز حدود ۱۰۰۰ نفر در این شهر زندگی می‌کنند (تنها ۷ درصد جمعیت) 
اگرچه چرنوبیل امروز به شهر ارواح شبیه است، اما تعداد کمی از مردم و حیوانات هنوز در آنجا زندگی می کنند. تعدادی کارگر و پرسنل اداری از سوی حکومت در منطقه چرنوبیل مستقر هستند. این شهر دارای دو فروشگاه عمومی و یک هتل است.
در جریان حمله روسیه به اوکراین در فوریه ۲۰۲۲، چرنوبیل توسط نیروهای روسیه تصرف شد.